# Sông Aujon
Sông Aujon là một sông dài 68 km (42 mi) nằm ở các tỉnh Haute-Marne và Aube tây bắc nước Pháp. Sông bắt nguồn tại Perrogney-les-Fontaines, chảy theo hướng tây bắc. Đây là nhánh phía đông của sông Aude.

## Các tỉnh và xã nằm dọc sông
Theo thứ tự từ nguồn đến cửa sông: 
- Haute-Marne: Perrogney-les-Fontaines, Auberive, Rochetaillée, Vauxbons, Saint-Loup-sur-Aujon, Giey-sur-Aujon, Arc-en-Barrois, Cour-l'Évêque, Coupray, Châteauvillain, Pont-la-Ville, Orges, Cirfontaines-en-Azois, Aizanville, Maranville, Rennepont,
- Aube: Longchamp-sur-Aujon,